# Kékesedő üregestinóru
A kékesedő üregestinóru (Gyroporus cyanescens) a üregestinórufélék családjába tartozó, Európában és Észak-Amerikában honos, lomb- és fenyőerdőkben élő, ehető gombafaj. 

## Megjelenése
A kékesedő üregestinóru kalapja 4-12 cm széles; kezdetben félgömb alakú, majd domború, később széles domborúan, idősen néha majdnem laposan kiterül. Felszíne száraz, durván egyenetlen, vagy néha pikkelyesen felszakadozott. Színe szalmasárga vagy halványabb.
Húsa törékeny; színe fehéres vagy halványsárgás; sérülésre gyorsan kékül. Szaga és íze nem jellegzetes. 
Termőfelülete pórusos. Színe fehér vagy sárgás; sérülésre, nyomásra azonnal kékül. A pórusok kerekek, közepesen nagyok (1-3/mm), maximum 18 mm mélyek.
Tönkje 4-12 cm magas, 1-3 cm vastag. Alakja hengeres vagy lefelé vastagodó; belsejében hamar egymás fölötti üregek képződnek. Színe a kalaphoz hasonlóan sárgás vagy halványabb. Felszíne nem hálózatos, egyentlen, pikkelyes, mint a kalapé; idősen majdnem sima. Sérülésre gyorsan kékül.
Spórapora halványsárga. Spórája ellipszis alakú, sima, mérete (6) 8-11 (14) x (3) 4-5 (6,5) µm.

### Hasonló fajok
A változékony tinóru és a sátántinóru kalapja szintén világos és húsuk intenzíven kékül. 

## Elterjedése és termőhelye
Európában és Észak-Amerikában honos. 
Savanyú talajú lombos- és fenyőerdőben található meg. Nyártól kora őszig terem.

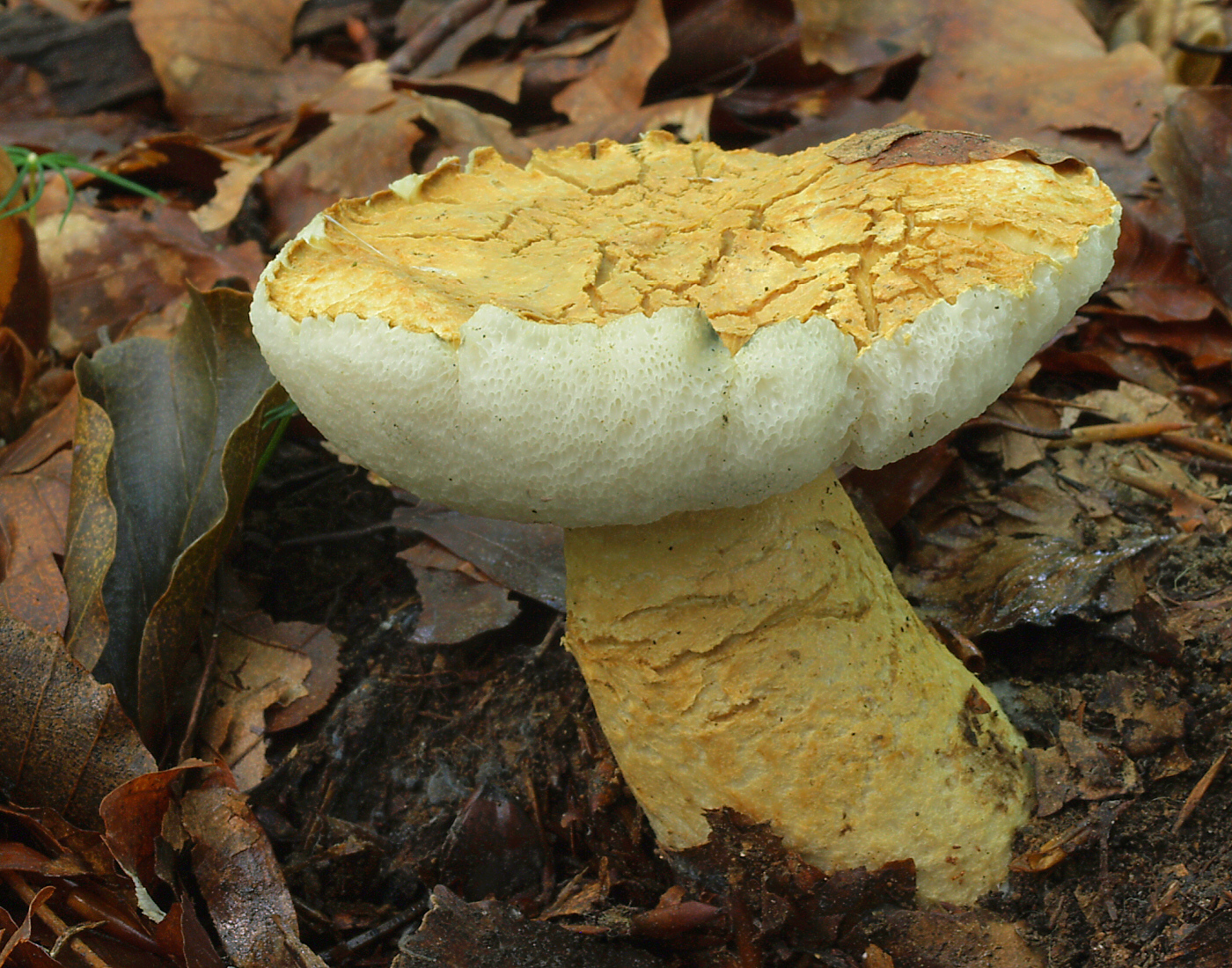
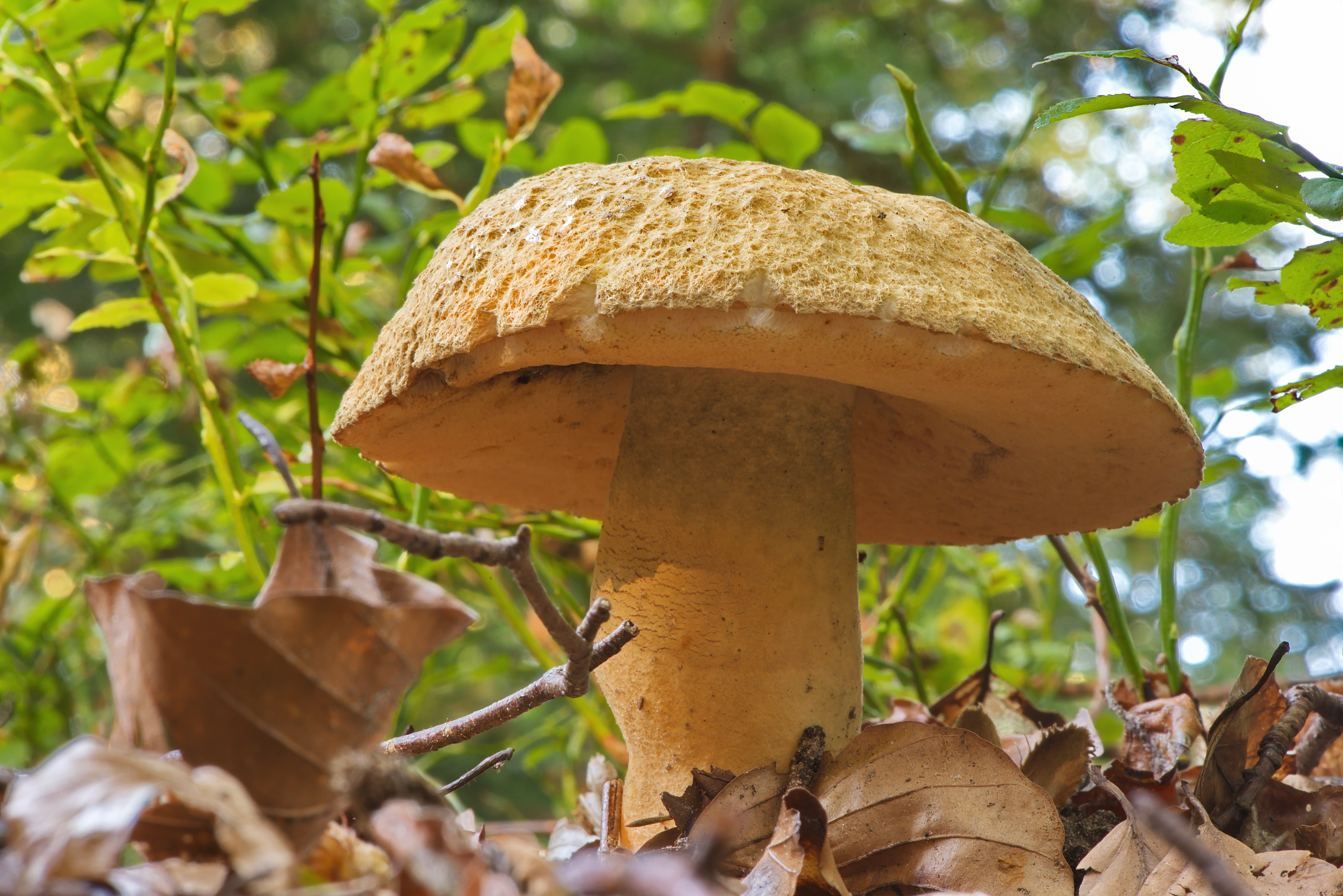
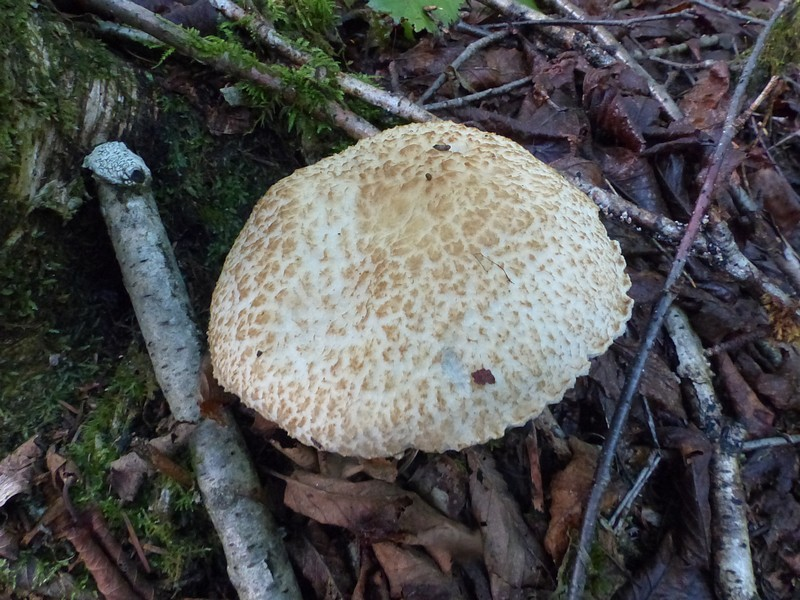
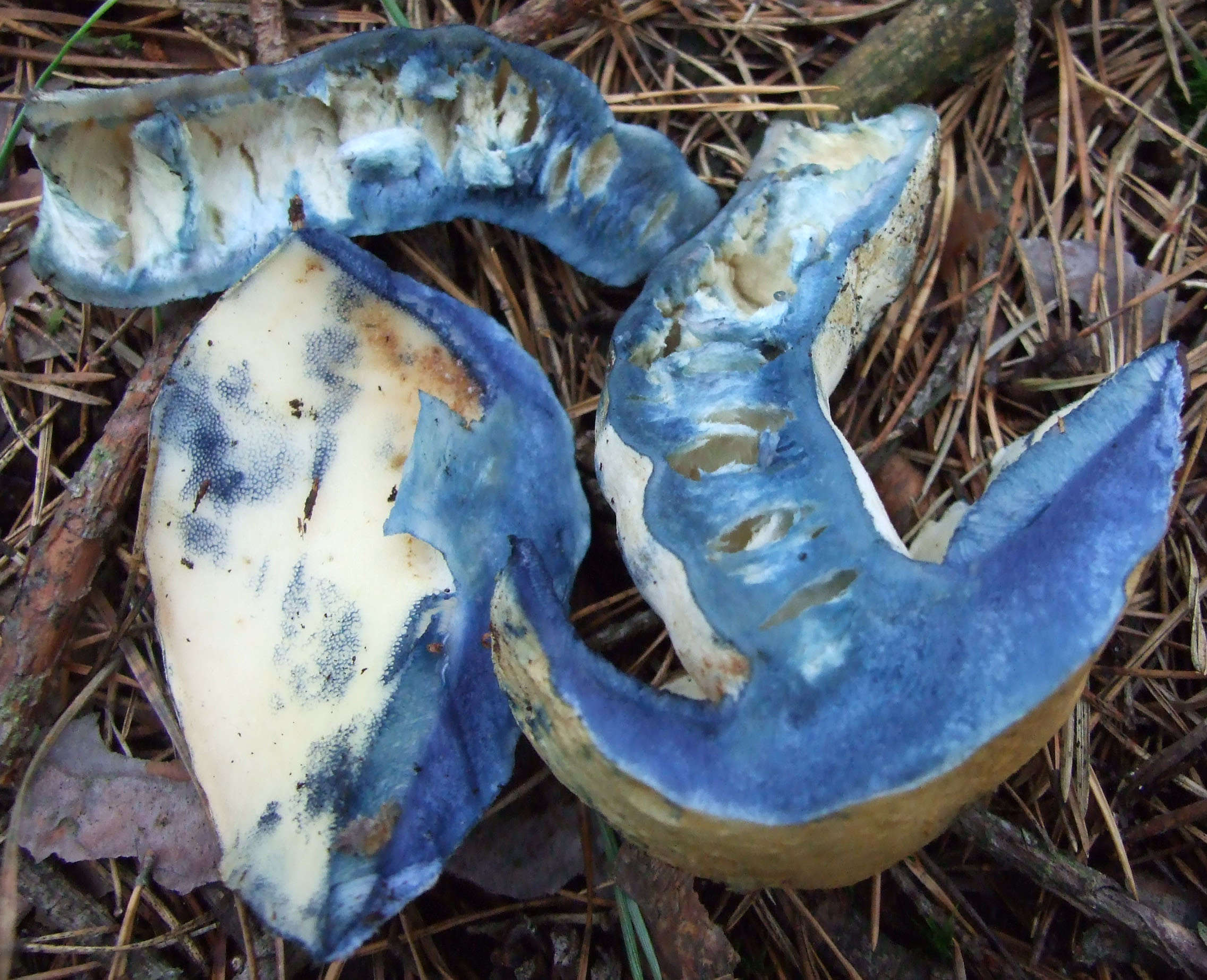
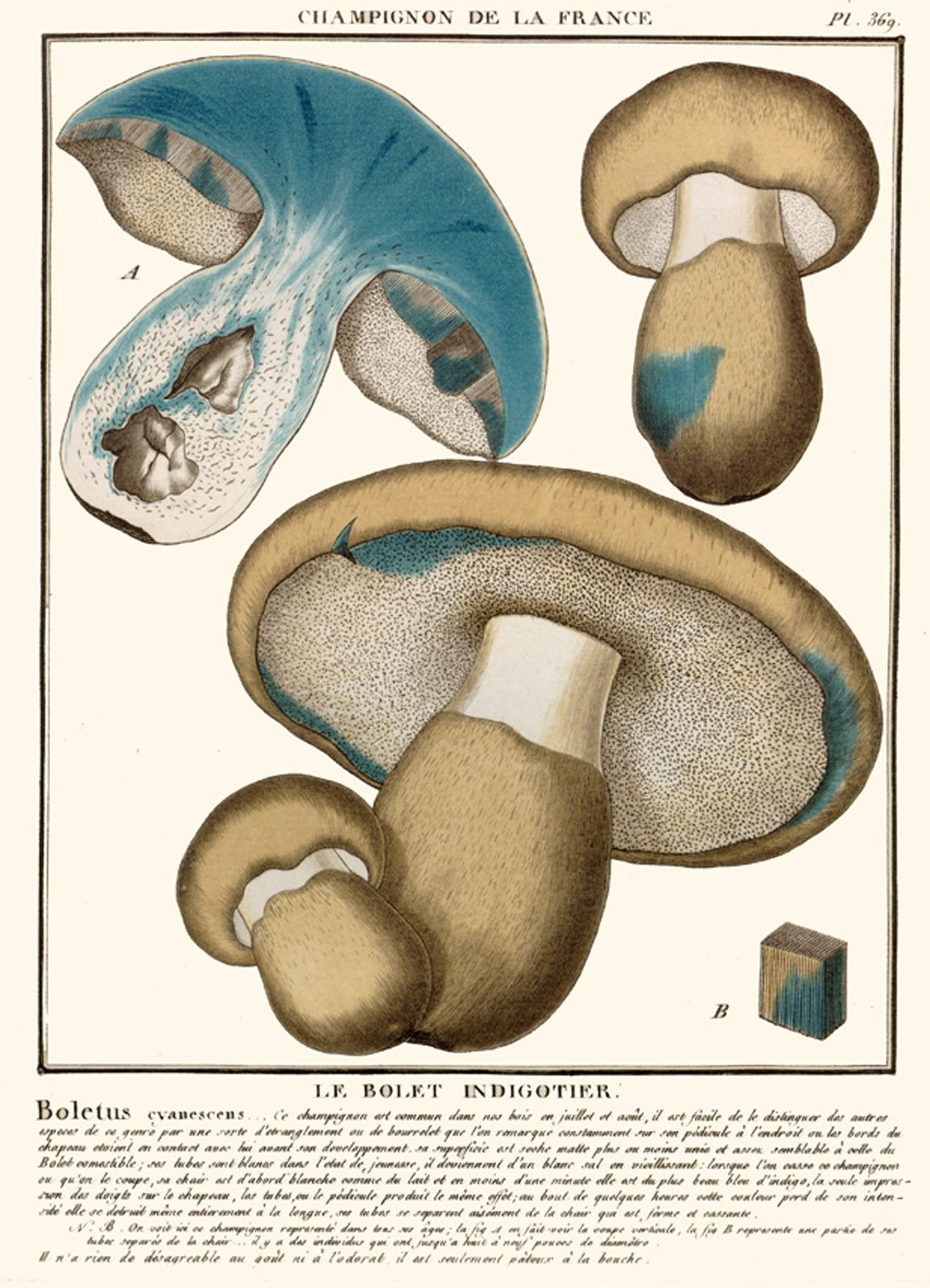

Ehető, de nem túl ízletes gomba. 